# Kolej Na Větrníku

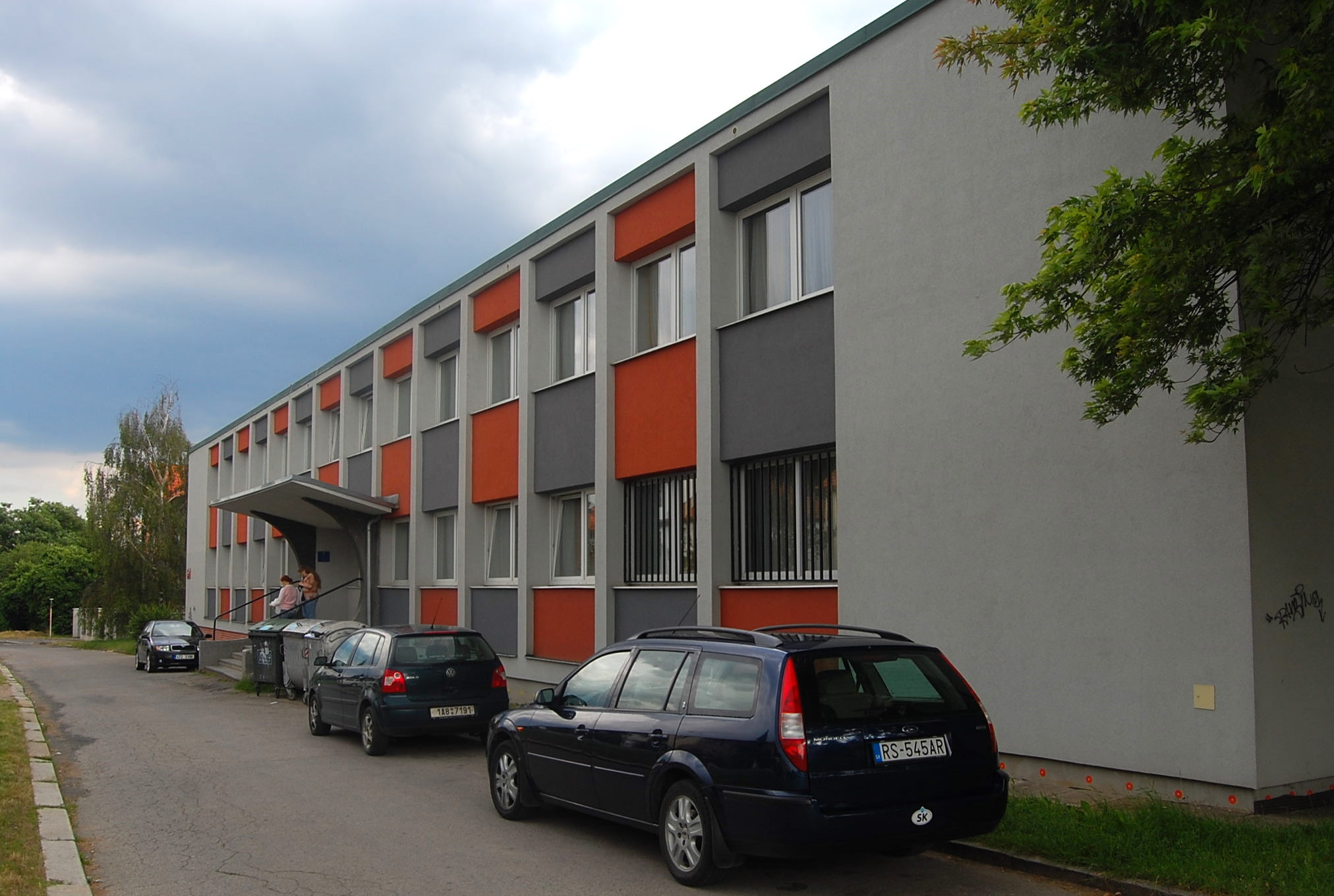
IV. blok po rekonstrukci

Kolej Na Větrníku (hovorově Větrník, takto je uváděna i např. na kolejním průkazu (kolejence), někdy i v oficiálních dokumentech, dříve Větrník-sever) je vysokoškolská kolej Univerzity Karlovy nacházející se v Praze 6 (Petřiny).

## Charakteristika

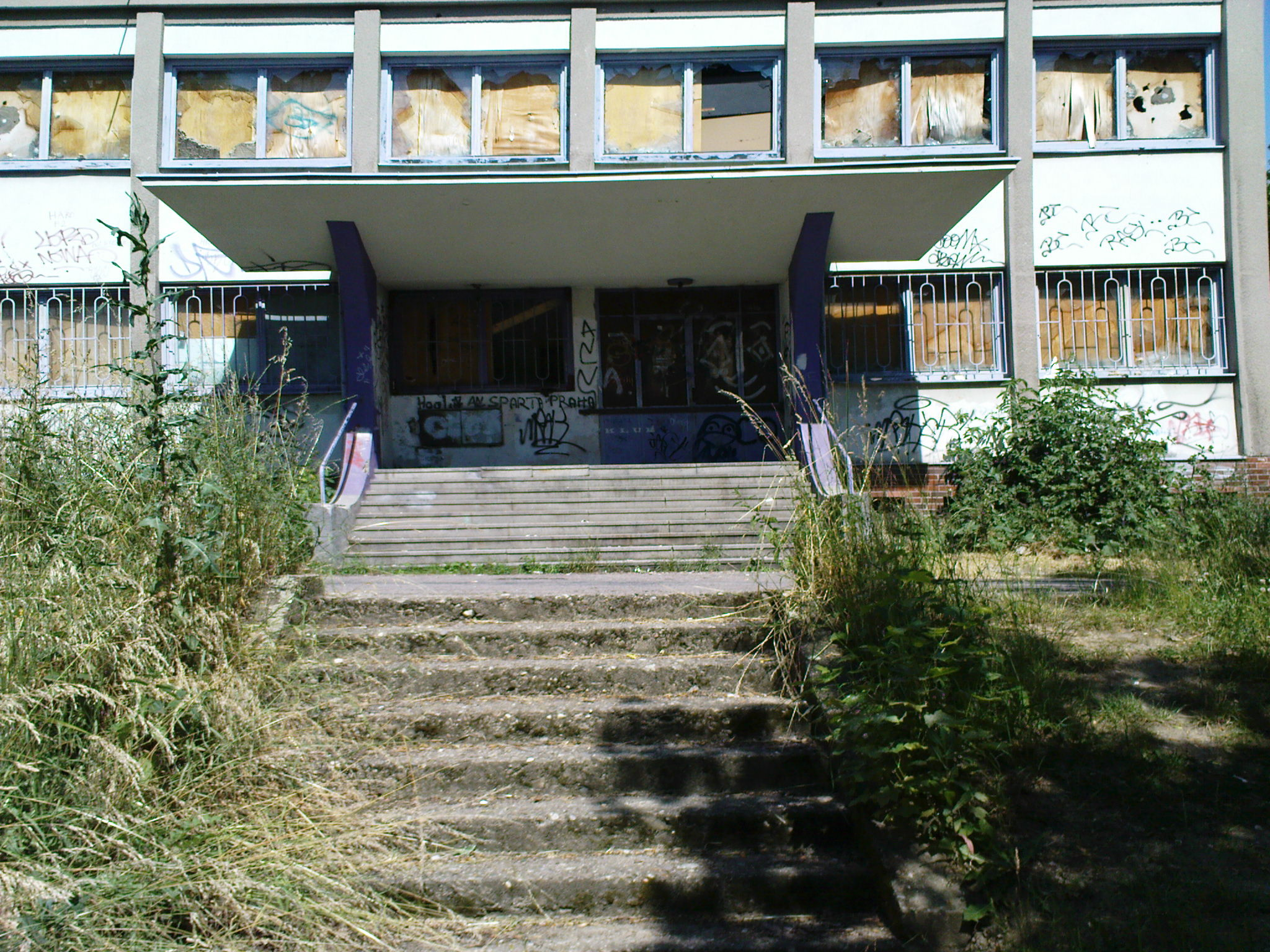
Nevyužívaná budova „H“, v níž se zhruba do roku 2000 nacházela diskotéka Mersys

Společně se sousední kolejí Hvězda (která se dříve nazývala Větrník-jih) spadá pod 3. správu Kolejí a menz Univerzity Karlovy. Obě koleje, jež jsou si stavebně velmi podobné, byly postaveny v letech 1963–67 (hlavní architekt Vladimír Hladík, Pražský projektový ústav), vznikaly tedy zároveň se sousedním sídlištěm Petřiny, prvním panelovým sídlištěm v Praze, které bylo stavěno v letech 1959–70 především pro zaměstnance ministerstva vnitra (včetně příslušníků StB). (Na výstavbě tohoto sídliště se podíleli i političtí vězni. Ironií osudu se na výstavbě sídliště po amnestii roku 1960 podílel i Anastáz Opasek, někdejší opat sousedního břevnovského kláštera, který se tak podílel na stavbě sídliště, na kterém později bydlel jeho vyšetřovatel, příslušník StB Ladislav Mácha, který byl známý svou brutalitou.) Sídliště rodinných domů mezi kolejí Na Větrníku a Ústřední vojenskou nemocnicí pochází už z 50. let. Od akademického roku 1983/84 je kolej Větrník-jih uváděna pod názvem Hvězda, kolej Větrník-sever pouze jako Větrník. Od akademického roku 2006/07 platí pro původní Větrník-sever název Na Větrníku.
Kolej Na Větrníku sestává ze 4 bloků (obytných budov), jejichž celková ubytovací kapacita pro studenty je 1342 míst (původně dokonce 1740 míst; nejsou zahrnuty hostinské pokoje), což ale kolej v rámci kolejí UK stále řadí ke kapacitně největším. Tradičně („dle fakultních zvyklostí“) šlo o kolej určenou pro studenty Filozofické fakulty UK, v posledních letech se už ale k dřívějším fakultním zvyklostem při přidělování místa v koleji nepřihlíží. Tzv. hostinské pokoje nabízejí celoročně ubytování pro veřejnost. Na IV. bloku se dříve nacházela půjčovna skript (tzv. skriptárna). 
V budově I. bloku se nacházel bar Billiard Club (hovorově „bécéčko“ nebo „béčko“), který byl ale k 27. lednu 2012 definitivně uzavřen. V říjnu 2012 byla na jeho místě otevřena kavárna Do Větru. V posledních letech byla v budově I. bloku zřízeno pracoviště Městské policie a sídlí zde také autoškola Semafor. Další nejbližší podniky nabízející společenské vyžití se nacházely v budově nedaleké koleje Hvězda (diskotéka Hvězda a na ní nezávislá restaurace Hospůdka na Hvězdě), oba podniky byly ale uzavřeny. V roce 2018 byl na Hvězdě otevřen nový podnik Le Fakap. Na Hvězdě nově funguje také mateřská školka. V nedaleko stojící budově bývalého větrného mlýna byla zřízena restaurace Větrník.

## Interiéry
Drtivá většina pokojů je dvoulůžkových (trojlůžkové pokoje byly před svým definitivním zrušením v roce 2012 na koleji čtyři, a to v ohybech chodeb II. bloku – na I. bloku byly tamní čtyři stejně umístěné pokoje zrušeny už dříve (na obou blocích šlo tedy vždy o jeden pokoj na patro kromě přízemí); kdysi bylo tedy na koleji celkem 8 trojlůžkových pokojů); od akademického roku 2010/2011 jsou nově zřizovány i pokoje jednolůžkové; pro ty byla vyčleněna polovina IV. bloku (IV B), od roku 2012/2013 nově i čtvrté patro bloků I a II a první patro I. bloku); všechny pokoje mají sdílená sociální zařízení („na chodbě“). V obytných pokojích jsou běžná okna, v současnosti již většinou plastová, v některých jsou ještě původní polohovatelné lampy (jaké jsou k vidění např. v seriálu 30 případů majora Zemana), v některých společných prostorách jsou dosud technicky zajímavá původní ocelová páková okna Krystal (vstupní chodba I. a II. bloku, suterény (místnost Diana). V kuchyňkách 3. bloku jsou dosud k vidění vykachlíkované kouty, v nichž bývala asi do roku 2000 umístěna pro dané patro společná lednička (tento systém dosud (2012) přetrává na některých jiných pražských kolejích UK). Na webu Kolejí a menz UK jsou jako fotografie interiéru pokojů dlouhodobě uvedeny pouze fotografie hostinských pokojů, které jsou určeny ke krátkodobému ubytování hostů, což je zavádějící.

## Okolí

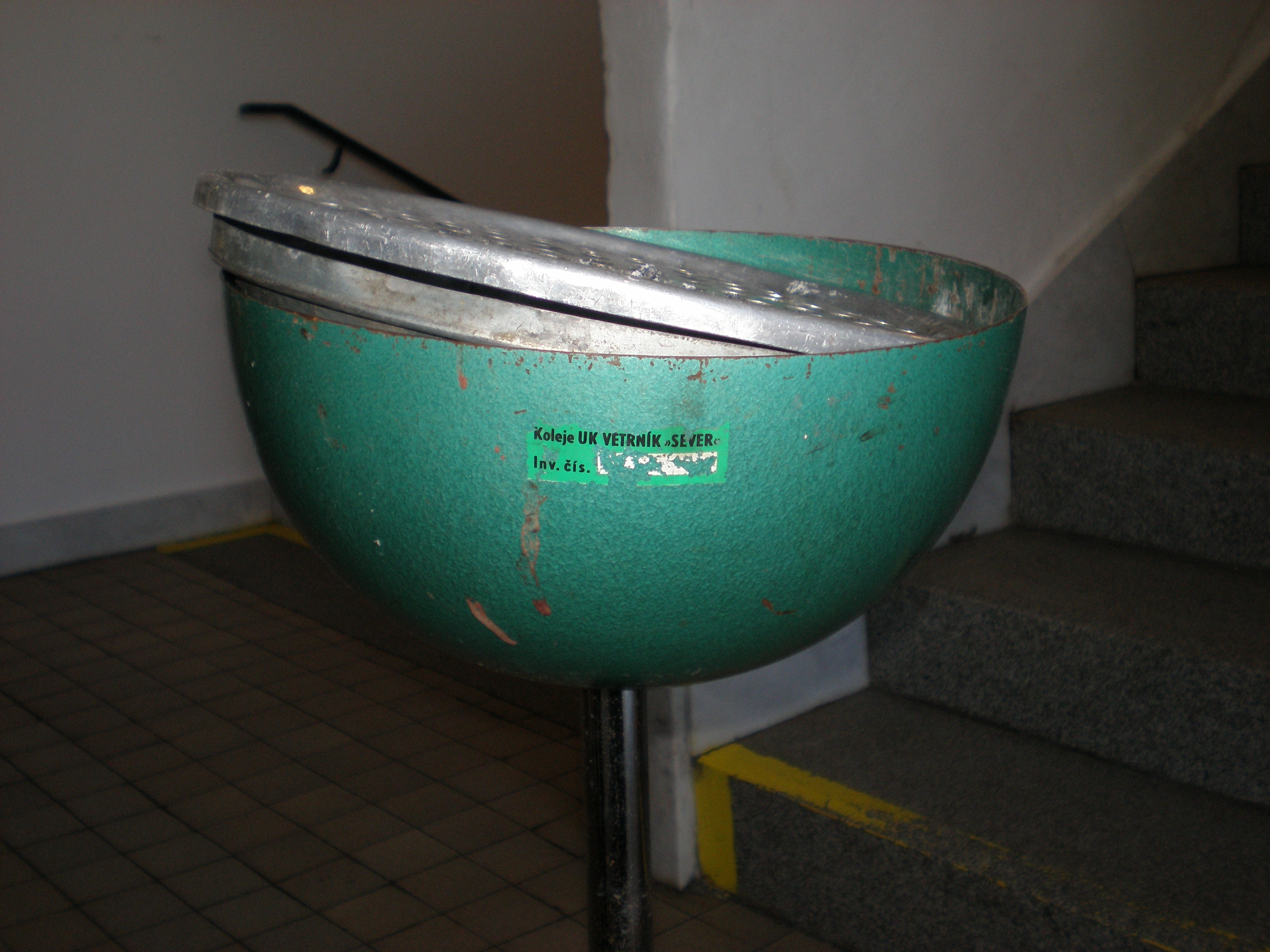
Cedulka se starým názvem koleje „Větrník-sever“ na popelníku na podestě 2. patra bloku III.B

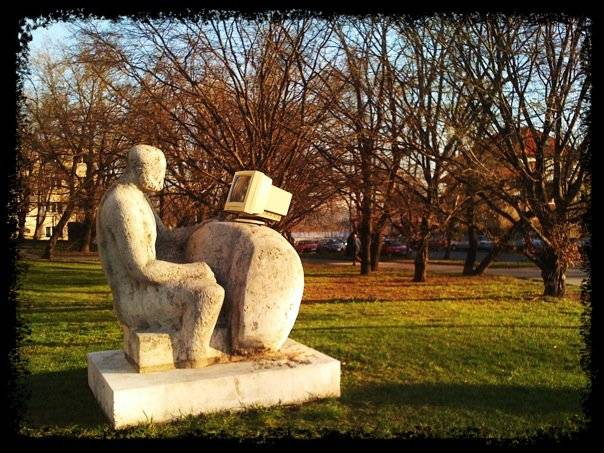
Socha Muž s kamenem (1979, osazeno 1980) nedaleko koleje (u tramvajové zastávky Větrník), monitorem osazeno pouze dočasně (občanská recese)

Přilehlý objekt bývalé menzy už mnoho posledních let jako stravovna nesloužil a v roce 2021 byl zbořen; nejbližší funkční menza je tak na 1300 m vzdálené koleji Kajetánka. V horním patře objektu bývalé menzy se dlouhá léta (do 31. května 2014) nacházela posilovna pro veřejnost, v přízemí byla později zřízena prodejna s cyklo a ski zbožím a prodejna motokoloběžek. Kolej sousedí s břevnovským sadem (tedy horní částí Markétské zahrady), který využívají studenti k rekreaci, a dále s břevnovským klášterem, nejstarším mužským klášterem na území Česka. Všech více než 1000 ovocných stromů v břevnovském sadu je určeno k pokácení; na začátku října 2011 jsou vedle starých stromů již zasazeny nové. Mezi kolejemi Na Větrníku a Hvězda se nachází břevnovský hřbitov, na němž je pochováno mnoho významných osobností, například Jan Patočka, Ivan Diviš, Karel Kryl, Vojtěch Jarník nebo Jan Sokol. Nedaleko koleje (blíže koleji Hvězda) se nachází plochodrážní stadion Markéta, který studenty ubytované na Větrníku někdy obtěžuje hlukem, jemuž je ale bezprostředně vystavena právě kolej Hvězda. Nedaleko je také obora Hvězda, vedle níž se odehrála bitva na Bílé hoře, a park Ladronka. U křižovatky Vypich byl v září 2009 otevřen největší hypermarket Kaufland v České republice, u něhož byla zároveň zřízena nová zastávka autobusů a tramvají Obora Hvězda. Silnice v ulici Na Větrníku byla v srpnu a září 2012 v úseku Myslivečkova–Stamicova (tedy před III. a IV. blokem) zcela uzavřena kvůli úpravě vozovky; tzv. kočičí hlavy byly v tomto úseku nahrazeny méně hlučným asfaltem. Během roku 2013 byla vyasfaltována i zbývající část silnice až po křižovatku s ulicí Ankarskou a byly rozšířeny chodníky.

## Název
Kolej nese název patrně podle starodávného kamenného větrného mlýna (v Praze posledního stojícího), který se nachází v nedaleké ulici U Větrníku (naproti bývalé menze). Tento mlýn je k vidění v 1. dílu českého seriálu Expozitura, v němž představuje nevěstinec, jenž je mafiánským doupětem; ve skutečnosti jde o penzion.

## Významní ubytovaní
Mezi výrazné studenty, kteří byli na koleji Větrník ubytováni, patří např. Martin C. Putna, Petr Fejk, Henryk Lahola (pokoj 003/IIIB) nebo Tomáš Grulich.

## Větrník ve filmu, hudbě a literatuře
Záběry z koleje Větrník jsou k vidění v úvodní znělce filmu Zdeňka Podskalského Křtiny (1981), ve filmu Jaroslava Soukupa Láska z pasáže (1984) nebo v jednom z dílů seriálu Nemocnice na kraji města. Martin C. Putna se o svém pobytu na koleji zmiňuje ve své Knize Kraft (1996). Podstatná část děje knihy Expanze na Mars (2009) se odehrává na těchto kolejích, kde její autorky bydlely (pracovaly také jako obsluha ve zmiňovaném Billiard Clubu). Vladimír Páral uvádí Větrník ve své knize v knize Mladý muž a bílá velryba.[zdroj?] V kufrárně II. bloku nahrál Petr Vořešák na podzim 2012 část písní ze svého alba Časozor …a jiné muzikoryty (2012).

## Galerie

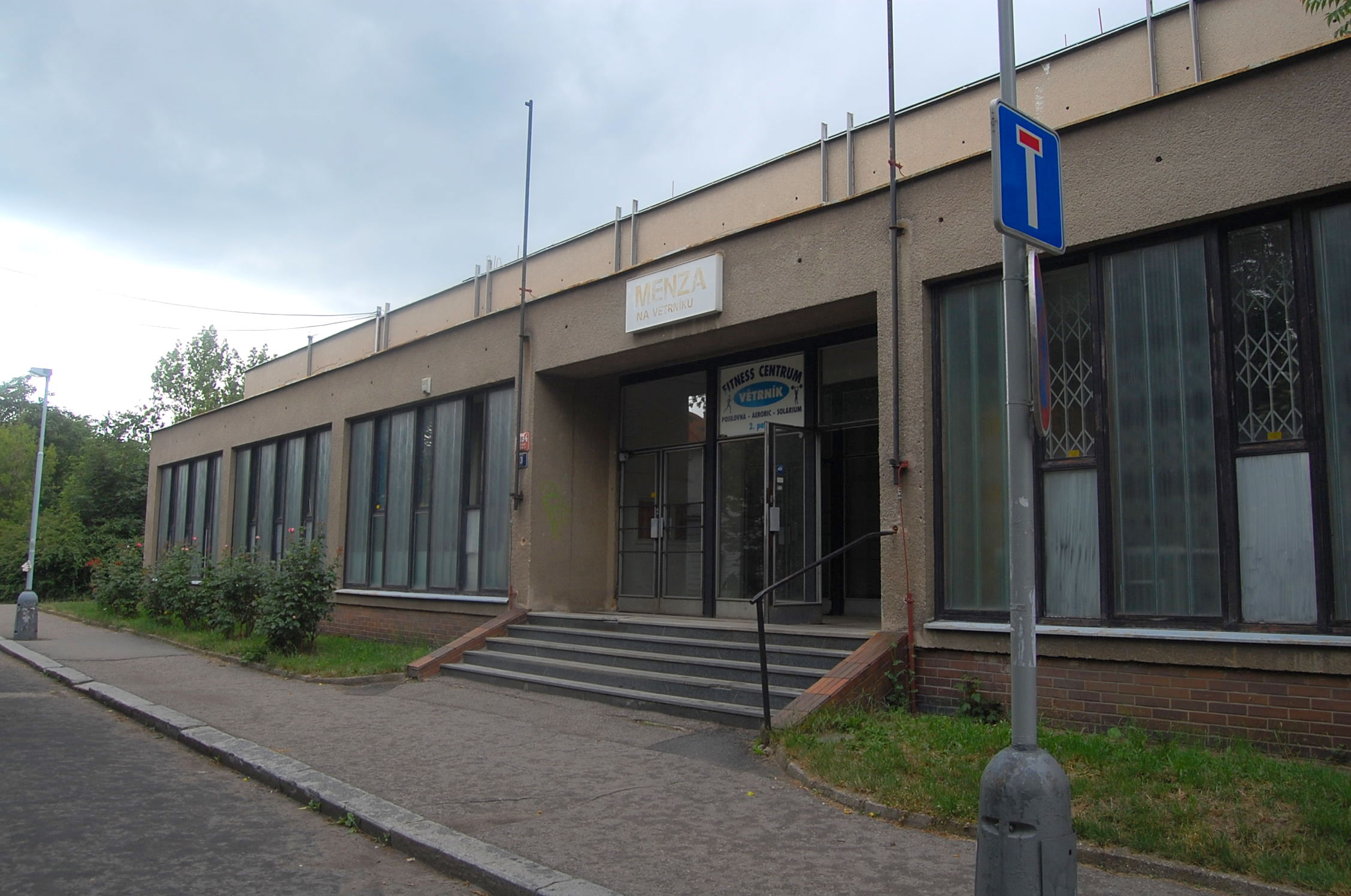
Bývalá menza (červen 2008)
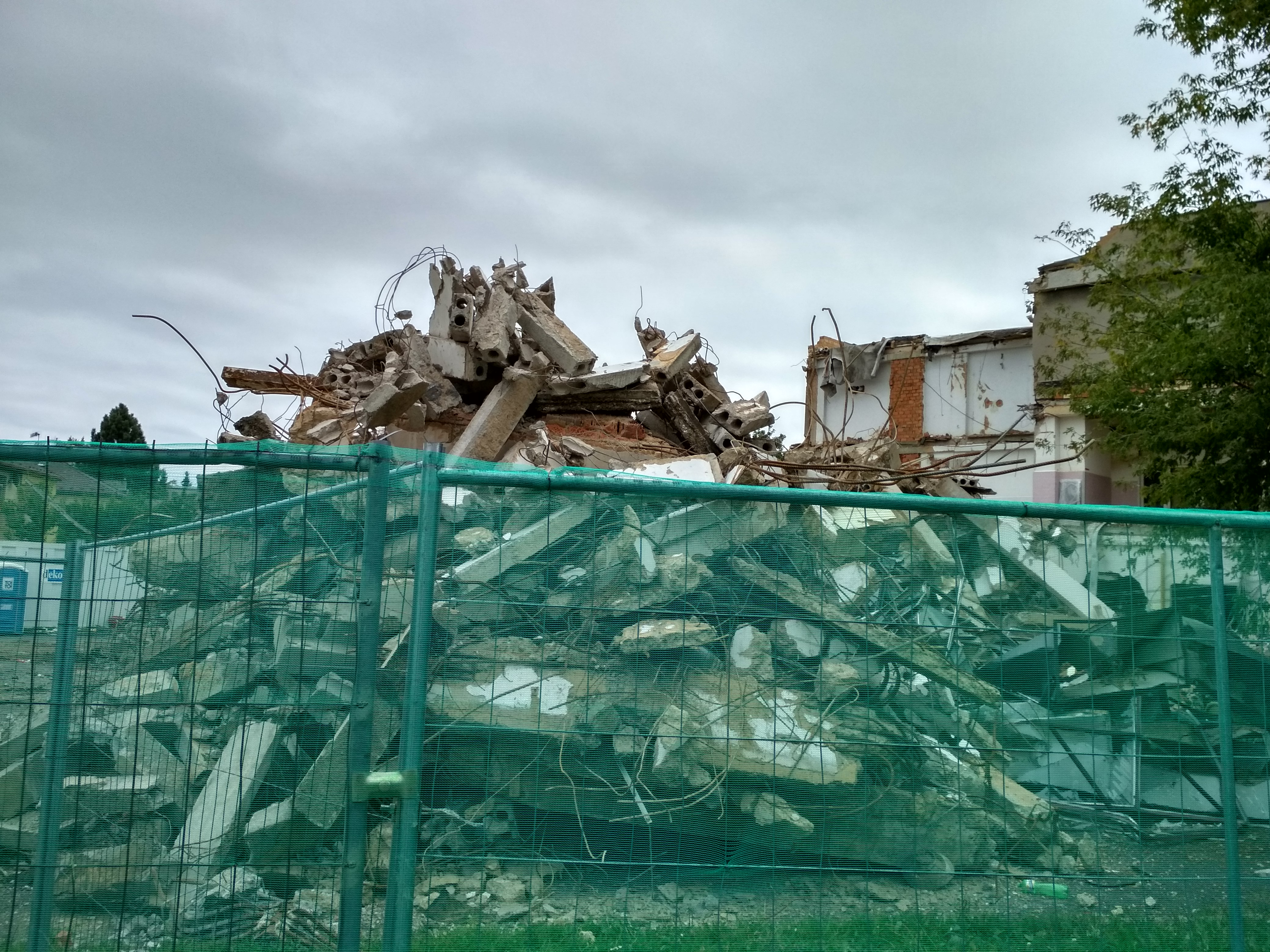
Demolice menzy Větrník (září 2021)
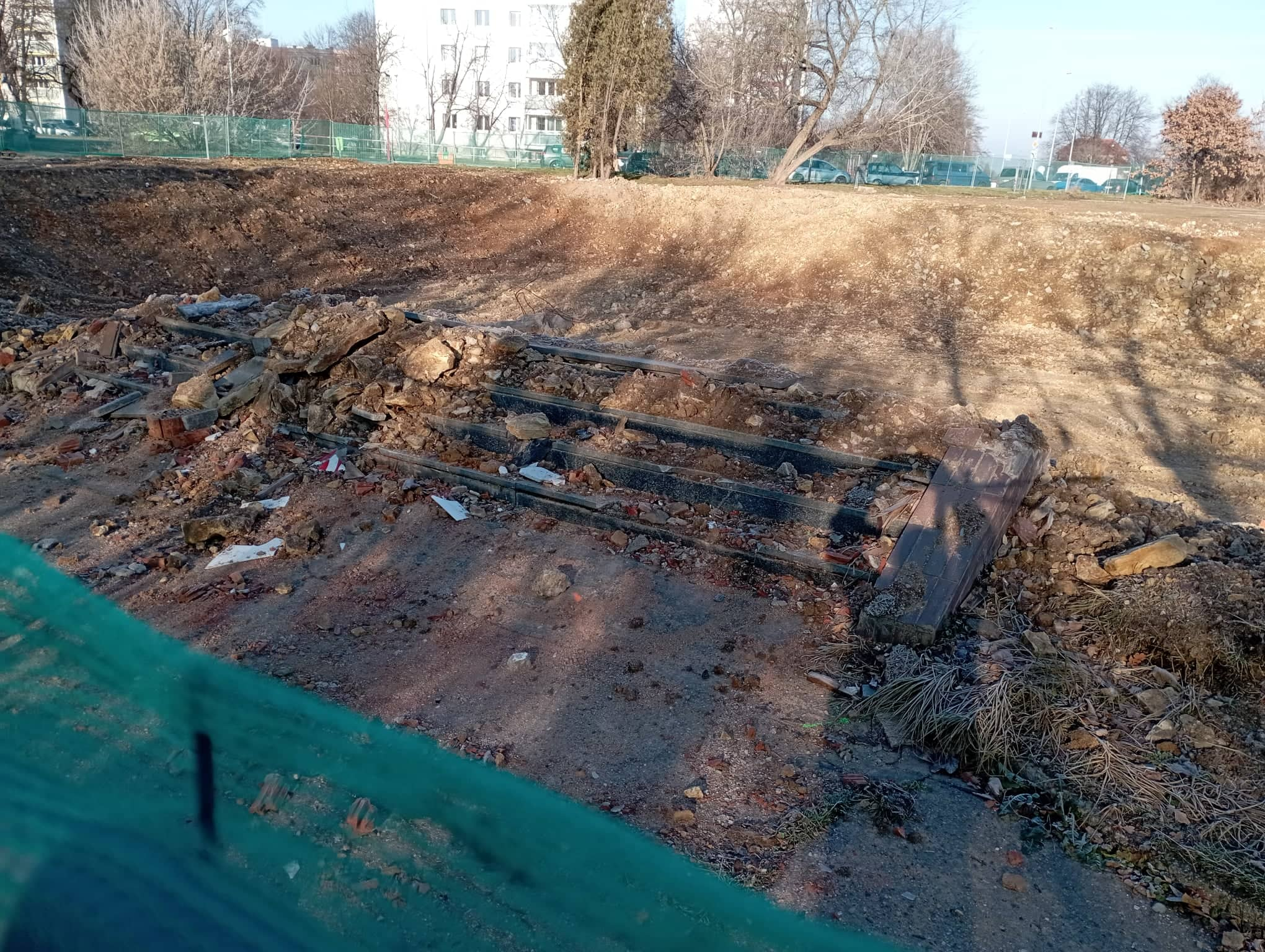
Místo, kde stávala menza Větrník (prosinec 2021)
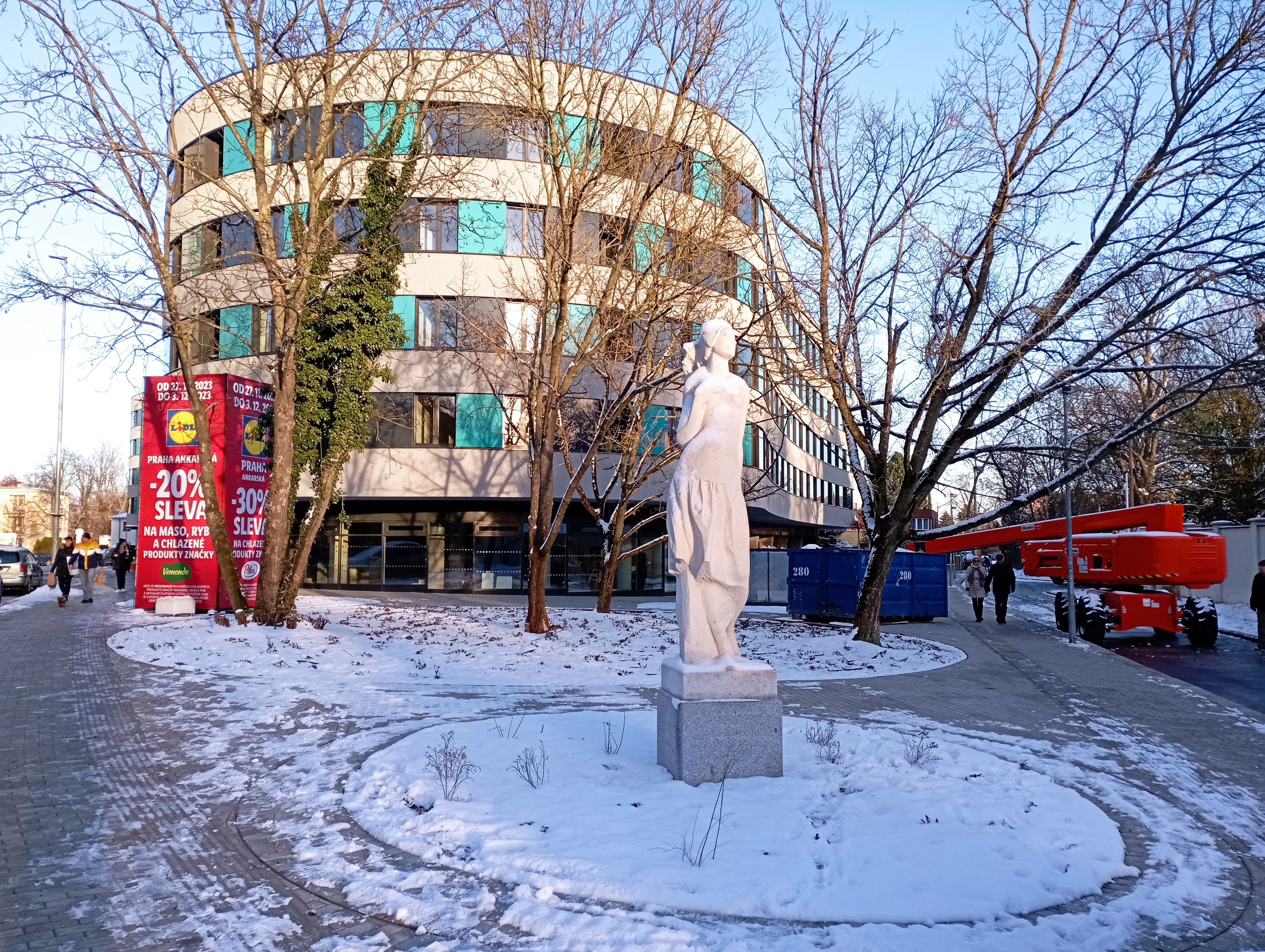
Nová kolej Comenius ČZU (v suterénu s prodejnou Lidl) na místě, kde stávala menza Větrník, v popředí je restaurovaná socha Zamyšlená nebo také Jaro[32] (listopad 2023, kolej těsně před otevřením)
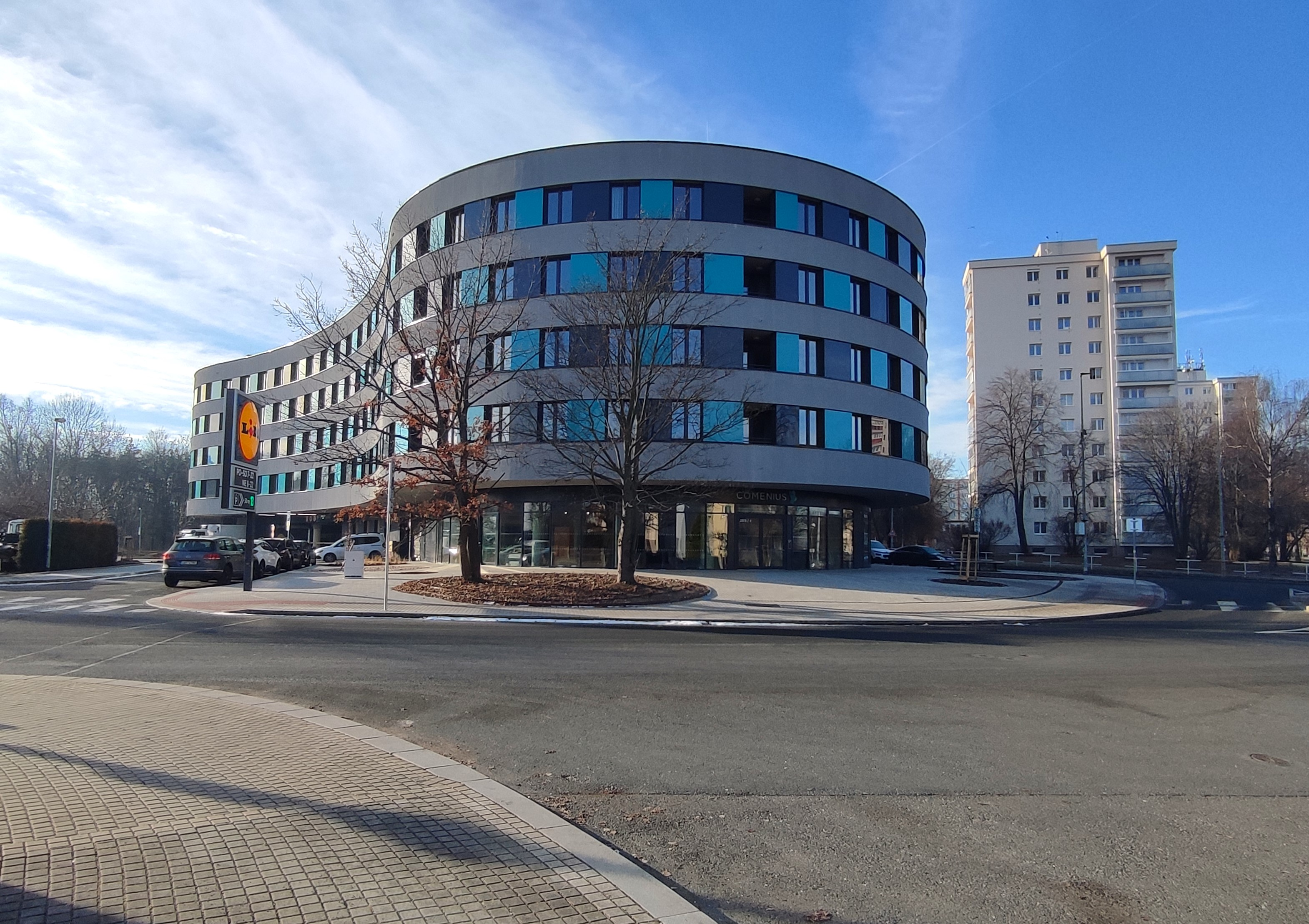
Kolej Comenius (pohled od Dusíkovy ulice, leden 2024)